# Erik Sædén
Carl Erik Sædén, född 3 september 1924 i Vänersborg, död 3 november 2009 i Enebyberg, Stockholms län, var en svensk operasångare (basbaryton). 
Sædén utnämndes till hovsångare 1966 och erhöll professors namn 1986.

## Biografi

### Studier
Sædén studerade vid Kungliga Musikhögskolan i Stockholm 1943–52, bland annat sång för Arne Sunnegårdh, Martin Öhman och Wilhelm Freund. Dessutom tog han högre kantorsexamen, högre organistexamen och sångpedagogexamen. Han gick med i Engelbrekts församlings kyrkokör år 1944. Sædén studerade även i Rom 1952 och vid Mozarteum i Salzburg i Österrike 1952, 1954 och 1955.

### Verksamhet
Han debuterade som Gilgamesj vid uruppförandet av Ture Rangströms opera med samma namn vid Kungliga teatern i Stockholm 1952 där han var engagerad 1952–1981. Vid pensioneringen hade han medverkat vid 2 084 föreställningar där. Han har även gästspelat på andra scener bland annat i Bayreuth i Tyskland 1958, som Kurwenal i Wagners Tristan och Isolde, Härroparen i Lohengrin och Wotan i samme tonsättares Rhenguldet, men även i Berlin, Edinburgh (1959, 1974), Hamburg, Köpenhamn, Covent Garden i London (1960, 1981), Montréal (1967), Moskva, München och Oslo. Han har dessutom varit flitigt anlitad som konsert- och romanssångare. Hans sångliga verksamhet har fortsatt långt efter pensioneringen. Exempelvis gjorde han ett mycket uppskattat gästspel som Geronte i Kungliga Operans uppsättning av Puccinis Manon Lescaut säsongen 2006–2007. Sitt sista framträdande gjorde han i Sundbybergs kyrka söndagen den 1 november 2009, två dagar före sin bortgång. Han sjöng då barytonpartiet i Förklädd gud av Lars-Erik Larsson tillsammans med Emma Vetter, sopran, Göran Forsmark, recitation, Sundbybergs Motettkör och medlemmar ur Radiosymfonikerna, under ledning av Benjamin Åberg.
Hans barytonala basröst präglades av en flexibilitet, som starkt bidrog till att han med framgång sjöng såväl dramatiska som lyriska roller i både romantisk repertoar och barockrepertoar. Gediget utbildad, kombinerat med enastående erfarenhet, blev hans känsla för exakt frasering, perfekt andningsteknik och en aldrig sviktande textningsförmåga kännetecknade för hans sång oavsett på vilket språk han sjöng. Han kände betydelsen av varje fras och fick fram varje stavelse med osviklig tydlighet varhelst han sjöng.
Vid sidan av sin sångarkarriär har han även haft en omfattande och betydelsefull pedagogisk verksamhet. Han var kantor i Oscarskyrkan i Stockholm 1957–62 och lärare vid Kungliga Musikhögskolan i Stockholm 1972–82.
Tillsammans med barytonen Ingvar Wixell sjöng han även in Gluntarne, med Ejnar Haglund vid flygeln.
Förutom den rent klassiska repertoaren kan också nämnas den inspelning av ”Blue Moon” som han gjorde tillsammans med Per Grundén, Sven Erik Vikström och Erik Fernström. Saedén sjöng basstämman, i kören stod likaså Erik Fernström och Per Grundén, medan melodistämman sjöngs av Sven Erik Vikström.

### Privatliv
Erik Sædén gifte sig 1948 med konsertsångerskan Elisabeth Murgård och fick tre barn.

## Priser och utmärkelser
- 1965 – Ledamot nr 722 av Kungliga Musikaliska Akademien
- 1966 – Hovsångare
- 1975 – Litteris et Artibus
- 1977 – Svenska Dagbladets operapris
- 1979 – Spelmannen
- 1986 – Professors namn
- 1970 – Drottningholmsteaterns vänners stipendium ur Prins Wilhelms 80-årsfond
- 1979 – Drottningholmsteaterns vänners hederstecken
- 1994 – Medaljen för tonkonstens främjande

## Operaroller
Erik Sædén har framträtt i över 160 roller (ett stort antal inom operavärlden), bland annat:
- Eugen d’Albert: Sebastiano i Låglandet
- Kurt Atterberg: Kristoffer i Bäckahästen
- Alban Berg: Wozzeck i Wozzeck, (1957)
- Franz Berwald: Saint Phar i Drottningen av Golconda, (1968, 100-årsjubileet av premiären)
- Georges Bizet: Escamillo i Carmen
- Karl-Birger Blomdahl: Mimaroben i Aniara, (1959)
- Benjamin Britten: Balstrode i Peter Grimes
- Ferruccio Busoni: Doktor Faust i Doktor Faust
- Domenico Cimarosa: Geronimo i Il matrimonio segreto
- Luigi Dallapiccola: Ulisse i Ulisse (Deutsche Oper, Berlin, 1968) och i Fången
- Claude Debussy: Golaud i Pelléas och Mélisande
- Gaetano Donizetti: Dulcamara i Kärleksdrycken
- Gottfried von Einem: Alfred Ill i Besök av en dam
- Gunnar de Frumerie: fader Henrik i Singoalla (Nyslotts operafestival 1989)
- Christoph Willibald Gluck: Orest i Ifigenia på Tauris
- Georg Friedrich Händel: Orlando i Orlando
- Ruggiero Leoncavallo: Tonio i Pajazzo
- György Ligeti: i Den stora makabern (urpremiär på Kungliga Operan 1978)
- Claudio Monteverdi: Odysseus i Odysseus återkomst
- Wolfgang Amadeus Mozart: Don Alfonso i Così fan tutte, Don Juan och Leporello i Don Juan, Figaro, greven och Bartolo i Figaros bröllop, talaren i Trollflöjten (1975)
- Jacques Offenbach: Lindorf, Coppelius, Mirakel och Dapertutto i Hoffmanns äventyr
- Kjell Perder: Mannen i Berget (radioopera i Sveriges Radio P2, uruppförande 1994)
- Giacomo Puccini: Michele i Kappan (Triptyken), Sharpless i Madama Butterfly, Scarpia i Tosca och Geronte i Manon Lescaut (2006)
- Ture Rangström: Gilgamesj i Gilgamesj (uruppförandet 1952)
- Hilding Rosenberg: Don Felix i Hus med dubbel ingång (uruppförandet), Porträttet (1956)
- Gioacchino Rossini: Alidoro i Askungen, Basilio, Figaro och Bartolo i Barberaren i Sevilla, Asdrubal i Kärlek på prov (La pietra del paragone)
- Lars Runsten: i Amorina (1993)
- Dmitrij Sjostakovitj: Boris Izmajlov i Katerina Izmajlova
- Richard Strauss: La Roche i Capriccio, Orest i Elektra, Faninal i Rosenkavaljeren och Jochanaan i Salome
- Igor Stravinskij: Nick Shadow i Rucklarens väg (1961)
- Pjotr Tjajkovskij: Eugen Onegin i Eugen Onegin
- Giuseppe Verdi: Amonasro och Ramfis i Aida, Rodrigo i Don Carlos, Ford i Falstaff, Macbeth i Macbeth, Holberg (Renato) i Maskeradbalen, Nabucco i Nabucco, Jago i Otello, Germont i La traviata, Ferrando i Trubaduren
- Richard Wagner: holländaren i Den flygande holländaren, härroparen (Bayreyth, 1958) och Telramund i Lohengrin, Pogner, Hans Sachs och Beckmesser i Mästersångarna i Nürnberg, Amfortas i Parsifal, Wolfram i Tannhäuser och Kurwenal i Tristan och Isolde (Bayreyth, 1958). Nibelungens Ring: Donner (Bayreyth, 1958) och Wotan i Rhenguldet, Vandraren i Siegfried och Gunther i Ragnarök
- Lars Johan Werle; Julien i Drömmen om Thérèse (1968)

## Teater

### Roller
- 1980 – Kapten Corcoran i HMS Pinafore av Arthur Sullivan och W. S. Gilbert, regi Hans Alfredson, Oscarsteatern[7]

## Skivinspelningar i urval
- Mimaroben i Aniara av Karl-Birger Blomdahl
- Unzu i Tranfjädrarna av Sven-Erik Bäck
- Julien i Drömmen om Thérèse av Lars Johan Werle
- Winterreise av Franz Schubert
- sånger av Johannes Brahms, Claude Debussy, S. von Koch, Modest Musorgskij, Ture Rangström, Birger Sjöberg, Wilhelm Stenhammar och Evert Taube
- Den glada änkan av Franz Lehár, Decca.
- Talaren i Trollflöjten av Mozart, HMV-Records (1975)
- Barfotasånger av Allan Pettersson, Swedish Society Discofil
- Fader Henrik i Singoalla av Gunnar de Frumerie, Caprice 22023 (1988)
- Donner i Das Rheingold av Richard Wagner,(Bayreuth 1958). Melodram. Även på Hunt Productions 2 CDLSMH 34041.(2 CD).
- Leporello i Don Giovanni av Mozart, Virgin-Video
- Figaros bröllop av Mozart från Drottningholms slottsteater, Philips-Video.
- Erik Sædén, bass-baritone. Great Swedish Singers. Bluebell ABCD 098. Svensk mediedatabas.
- Erik & Elisabeth Sædén sjunger sånger av Gerard Odencrants. Telestar TRS 11 075.
- Verismo at the Royal Swedish Opera 1952–1962. Caprice CAP 22063. Svensk mediedatabas.

## TV-inspelningar
- Mimaroben i Aniara av Karl-Birger Blomdahl
- Unzu i Tranfjädrarna av Sven-Erik Bäck
- Rivière i Nattflyg av Luigi Dallapiccola
- S:t Dominicus i Jeanne d’Arc på bålet av Arthur Honegger
- Holländaren i Holländaren av Ingvar Lidholm
- Talaren i Trollflöjten av Wolfgang Amadeus Mozart
- Sharpless i Madama Butterfly av Giacomo Puccini
- Länsman i Kronbruden av Ture Rangström
- Holberg i Maskeradbalen av Giuseppe Verdi
- Beckmesser i Mästersångarna i Nürnberg av Richard Wagner

## Filmografi (urval)
- 1960 – Tre önskningar
- 1964 – Svenska bilder
- 1966 – Nattflyg
- 1975 – Trollflöjten
- 1986 – Sammansvärjningen (TV-serie)
- 1990 – Kronbruden
- 1993 – Rosenbaum Bländverk
- 1995 – Rucklarens väg
- 2002 – Staden
- 2009 – Våra vänners liv (TV-serie)

## Teaterroller
- Hummel i Spöksonaten på Strindbergs Intima Teater 2007. Regi: Richard Turpin.